# Walter Howell Deverell
Walter Howell Deverell (Charlottesville, 1º ottobre 1827 – Londra, 2 febbraio 1854) è stato un pittore britannico.

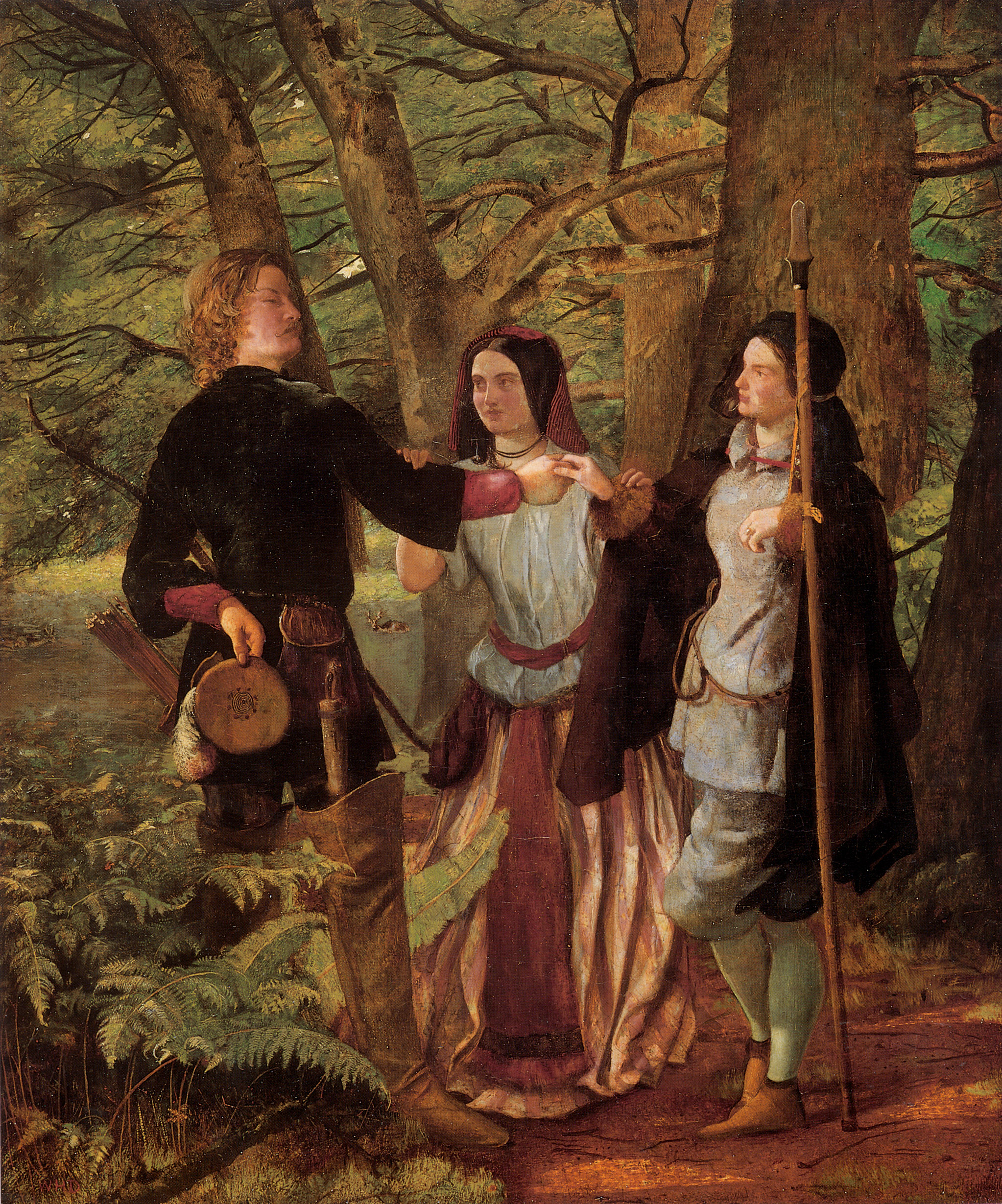
Scena da Come vi piace

Deverell nacque in Virginia (Stati Uniti), da una famiglia inglese che, due anni dopo la sua nascita, tornò nel Regno Unito.
Studiò pittura alla Royal Academy, dove incontrò Dante Gabriel Rossetti con il quale strinse amicizia e iniziò una intensa collaborazione dal 1851. Deverell fu anche influenzato da Gabriel Rossetti tramite il quale si associò alla Confraternita dei Preraffaelliti, che era stata fondata nel 1848, e già dalle sue prime opere mostrò come la sua adesione a tale Movimento fosse pienamente sentita.
Deverell incontrò inoltre Elizabeth Siddal, la prima e forse la più famosa modella dei Preraffaelliti, pittrice anch'essa, e se ne innamorò, ma la Siddal preferì sposare il suo amico Rossetti.
Deverell poté completare poche opere, di cui quattro furono esposte alla Royal Academy. Ciò perché, affetto da una forma di nefrite cronica, si spense prematuramente a 26 anni, a Londra.